# Exochella dubia
Exochella dubia är en mossdjursart som beskrevs av Livingstone 1929. Exochella dubia ingår i släktet Exochella och familjen Exochellidae. Inga underarter finns listade i Catalogue of Life.